# Melvin Brown
Melvin Brown Casados (Naranjos Amatlán, 1979. január 28. – ) mexikói válogatott labdarúgó. 

## Pályafutása

### Klubcsapatban
Pályafutása során szerepelt a Cruz Azul (2001–04, 2009–10), a Jaguares de Chiapas (2004–07), a Puebla (2008, 2010–11), a Tecos UAG (2008–09, 2011–12), és az Irapuato (2012–13) csapatában.

### A válogatottban
2001 és 2003 között 10 alkalommal szerepelt az mexikói válogatottban. Részt vett a 2002-es világbajnokságon.